# Manoir de Brigemont
Le manoir de Brigemont est un édifice situé à Rémalard en Perche, en France.

## Localisation
Le monument est situé dans le département français de l'Orne, à 2,8 km au nord-est de l'église Saint-Germain-d'Auxerre de Rémalard, commune déléguée de la commune nouvelle de Rémalard en Perche.

## Historique
Période de construction du XVIe siècle.

## Architecture
Manoir de plan rectangulaire, sur lequel se greffe à l'arrière une aile perpendiculaire rattachée au bâtiment par une tour d'escalier à moitié engagée. 
Les façades et les toitures, l'escalier à vis, les couloirs voûtés, la grande salle du rez-de-chaussée et deux cheminées à l'étage sont inscrits au titre des monuments historiques par arrêté du 2 novembre 1979.